# Titularbistum Lamiggiga
Lamiggiga ist ein Titularbistum der römisch-katholischen Kirche.
Die in Nordafrika gelegene Stadt war ein alter römischer Bischofssitz, der im 7. Jahrhundert mit der islamischen Expansion unterging. Er lag in der römischen Provinz Numidien.
| Titularbischöfe von Lamiggiga |                                        |                                                    |                 |                |
| Nr.                           | Name                                   | Amt                                                | von             | bis            |
| 1                             | James Edward Charles Burke OP          | Prälat von Chimbote (Peru)                         | 8. April 1967   | 28. Mai 1994   |
| 2                             | Gonzalo Duarte García de Cortázar SSCC | Bischof des Chilenischen Militärordinariat (Chile) | 31. Januar 1995 | 7. März 1998   |
| 3                             | John Charles Wester                    | Weihbischof in San Francisco (USA)                 | 30. Juni 1998   | 8. Januar 2007 |
| 4                             | José Luis Mendoza Corzo                | Weihbischof in Tuxtla Gutiérrez (Mexiko)           | 23. März 2007   |                |